# Station Haslemere
Haslemere is een spoorwegstation van National Rail in Haslemere in Engeland. Het station is eigendom van Network Rail en wordt beheerd door South Western Railway. 